# Glorious Results of a Misspent Youth
Glorious Results of a Misspent Youth, é o quarto álbum de estúdio de Joan Jett e o terceiro a apresentar sua banda de apoio The Blackhearts. O álbum foi lançado em 1984 e reeditado em 1998 com sete faixas bônus. O título do álbum foi feita a partir de uma linha de diálogo em um episódio de The Honeymooners.

## Faixas
Lado Um
1. "Cherry Bomb" (cover do The Runaways) - 2:35
2. "I Love You Love Me Love" - 3:18
3. "Frustrated" - 4:37
4. "Hold Me" - 3:11
5. "Long Time" - 2:27
6. "Talkin' 'Bout My Baby" - 3:37

Lado Dois
1. "I Need Someone" (cover do The Belmonts) - 3:15
2. "Love Like Mine" - 4:01
3. "New Orleans" - 2:54
4. "Someday" - 2:47
5. "Push and Stomp" - 3:03
6. "I Got No Answers" - 2:27